# Huixtla, Chiapas
Huixtla är en ort i Mexiko.   Den ligger i kommunen Huixtla och delstaten Chiapas, i den sydöstra delen av landet, 900 km sydost om huvudstaden Mexico City. Huixtla ligger 46 meter över havet och antalet invånare är 29 257.
Terrängen runt Huixtla är varierad. Runt Huixtla är det ganska tätbefolkat, med 108 invånare per kvadratkilometer. Huixtla är det största samhället i trakten. Omgivningarna runt Huixtla är en mosaik av jordbruksmark och naturlig växtlighet.